# 一次レーダー

一次レーダーの原理

一次レーダー（いちじレーダー、primary radar）は、電磁波で空間の大部分を照射しその空間内にあるターゲットからの反射波を受信する従来からあるレーダーセンサである。よって、この用語は潜在的に非協力的なターゲットを検出および位置を特定するのに使われるレーダーシステムを指す。これは航空交通管制の分野に特有のものであり、ターゲットのトランスポンダから追加の情報を受信する二次レーダーとは対照的である。
このタイプのレーダーは低垂直分解能アンテナを用いるが、水平分解能は良い。1つの仰角で周囲を360度素早くスキャンする。よって、ターゲットの距離と半径速度を高精度で提供することができるが、垂直位置と実際の速度を取得するにはさらに1つ以上のレーダーが必要である。
一次レーダーの利点は、ターゲットを検出するために航空機に搭載する必要のある機器がいらず、地上の車の動きを監視するために使用できることである。欠点はターゲットと高度を直接特定できないことである。さらに、強力な放射が必要であるため、範囲が制限されることである。

## 説明
一次レーダーの動作はエコーロケーション（反響定位）の原理に基づいている。レーダーアンテナから放射される電磁パルスは、変換され光速(300 000 000 m/s)で伝搬する狭い波面になる。これが航空機により反射され、その後再び自身の軸上にある回転アンテナにより拾われる。一次レーダーは、航空機がトランスポンダを搭載しているかどうかに関係なく、すべての航空機を検出する。
オペレーターは反射のエコーを検知する。したがって、360°の空間をカバーする送信/受信を継続的に実行する。それゆえ、一次レーダーはターゲットが存在する場合、有用な信号を認識することにより位置の検出と測定を行う。
一次レーダーの測定には
- 経路間の波の通過時間に基づく距離D
- 方位角の指向性アンテナの位置に基づく角度θ
- ドップラー効果を用いた視線速度

が含まれる。
レーダーは垂直面の4分の1円にある飛行物体の位置を特定することができると言えるが、ファンビームアンテナを使う場合、その高度を正確に知ることはできない。この場合、この情報は複数のレーダーの三角測量により取得する必要がある。3次元レーダーではこのデータはコセカント2乗パターンもしくはペンシルビームによる複数の角度によるスキャンのいずれかを用いて取得される。

## 使用
戦時中のレーダーの急速な発展には、航空交通処理の継続的監視を提供する手段として航空交通管制(ATC)に対する明確な用途があった。航空機の位置に関する正確な知識により通常の手続き分離標準(procedural separation standard)の縮小が可能になり、これにより航空路システムの効率の大幅な向上が約束された。
このタイプのレーダー（今日一次レーダーと呼ばれる）は、その設計により航空機、鳥、天気、土地の形状など送信した無線信号を反射するあらゆるものの位置を検出および報告することができる。航空交通管制の目的ではこれは利点でもあり欠点でもある。ターゲットの協力は必要なく、電波の照射範囲にあり電波を反射できるだけで良いが、ターゲットの位置を示すだけでターゲットを識別することはできない。
一次レーダーのみ用いることができた場合、個々のレーダー反射と特定の航空機との相関関係は通常、制御装置が航空機の方向転換を監視することで得られた。一次レーダーは今日でもATCにより二次レーダーのバックアップ/相補システムとして使用されているが、その範囲と情報は限られる。